# 旗 (拜占庭)
旗是東羅馬帝國中期的基础军事单位和行政区域实体。其名称和拉丁语bandus和bandum（旗帜）一样都是来源于日耳曼人中的哥特语bandwō，这也表明了当时蛮族王国对东罗马帝国军事单位发展的影响。

## 起源
旗（bandon）这一词汇最早在6世纪被普罗科匹厄斯提到，它本身仅作为战役旗帜的术语，但很快就被用于指代携带旗帜的军事单位。自从尼基弗鲁斯一世（802-811年）统治时期开始，旗（bandon）成为了东罗马帝国军区的下属分区。

## 组织结构
8-11世纪的东罗马帝国军队中，旗是最基础的单位，5-7个旗组成一个中队（tourma），它是军区下最主要的分区，也是军民合一的省份。步兵旗有200-400人、骑兵旗有50-100人，由随从官（κόμης）指挥。一般认为在《战术》（Tactica，9世纪利奥六世的军事著作）之前的《战略》（Strategikon，6世纪莫里斯皇帝的军事著作）中，就已经将旗写作tagma或arithmos。
步兵旗由16个十六夫队（lochaghiai）组成，每个支队由十六夫长（lochaghos）指挥，并辅以十夫长（dekarchos）、五夫长（pentarchos）、四夫长（tetrarchos）和军列长（ouraghos，负责保持阵型）。每4个十六夫队组成一个连队（allaghion），其中四分之三是长矛手（skutaoi），四分之一是弓箭手。在《战略》一书写作时，骑兵旗分为三个百夫队（hekatontarchia），每个百夫队由百夫长（hekatontarchos）指挥，其中高阶的次级指挥官称为illarches。
到利奥六世统治时期（886-912年），百夫队（hekatontarchia）编制已经消失，旗被分为6个连队（可能由五十夫长pentekontarchai指挥），每两个连队由一位百夫长（hekatontarchos或kentarchos）指挥，每个连队保持着50人，分为5个十夫队（dekarchiai）。所有的军官（十夫长、五夫长、四夫长和军列长）都是枪骑兵。

## 帝国晚期
在10世纪初，一个标准旗的步兵组织单位由256人（16×16，即16个十六夫队）组成；骑兵组织单位由300人（6×50，即6个五十夫队）组成。但是根据有关资料显示一个旗的组织单位实际人数可能在200到400人之间。尼基弗鲁斯二世（963-969年）的著作《军事学》（Praecepta Militaria）中表明，每个骑兵旗仅有50人。
不同于东罗马帝国中期其他的军事和行政术语，旗（bandon）一直延续到帝国晚期，直到特拉比松帝国灭亡前，旗都是其基础的领土单位。

## 资料来源
- Heath, Ian. . Men-at-Arms. Illustrated by Angus McBride. Osprey Publishing. 1979: 4–6  [2020-06-29]. ISBN 9780850453065. （原始内容存档于2016-03-04）.
- Kazhdan, Alexander (编). . . Oxford University Press: 250. 1991. ISBN 978-0-19-504652-6.
- Heath, Ian. . Men-at-Arms. Illustrated by Angus McBride. Osprey Publishing. 1995: 13  [2020-06-29]. ISBN 9781855323476. （原始内容存档于2016-03-04）.
- Bali, Tomislav, , Historical Journal (Croatian Historical Society), 2013, 66 (2): 462  [2020-06-29], （原始内容存档于2018-10-20） （克罗地亚语）

## 延伸阅读
- . Encyclopaedia of the Hellenic World. Foundation of the Hellenic World.   [2020-06-29]. （原始内容存档于2018-10-04）.